# Schultereckgelenk

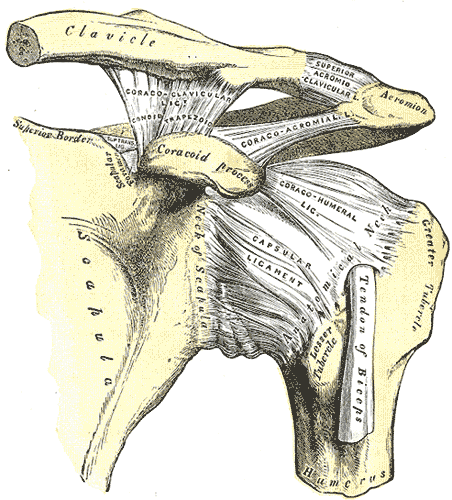
Die linke Schulter mit dem Schultereckgelenk

Das Schultereckgelenk (medizinisch: Akromioklavikulargelenk, AC-Gelenk; anatomisch (lat.) Articulatio acromioclavicularis; auch laterales Schlüsselbeingelenk) ist die gelenkige Verbindung zwischen dem äußeren Ende des Schlüsselbeins (Clavicula) und dem oberen Ende des Schulterblattes (Scapula), der sogenannten Schulterhöhe (Akromion). Das Akromioklavikulargelenk (ACG) gehört zu den echten Gelenken (Diarthrosen), das heißt, es besitzt einen Gelenkspalt, Gelenkknorpel und als stabilisierende Hülle eine bindegewebige Gelenkkapsel.

## Anatomie
Rechtes und linkes Schlüsselbein sind jeweils über das Sternoklavikulargelenk (Articulatio sternoclavicularis) am Brustbein (Sternum) verankert und über das Akromioklavikulargelenk mit dem Schulterblatt verbunden. Diese beiden jeweils V-förmigen Anteile sind symmetrisch und werden zum Schultergürtel, der der oberen Thoraxwand aufliegt, zusammengefasst. Die gesamte obere Extremität ist über den Schultergürtel mit dem Rumpf verbunden und muss deshalb auch alle Kräfte, die zwischen Arm und Rumpf auftreten, auffangen (z. B. beim Klettern, Aufschlag im Tennis).
Das Akromioklavikulargelenk besitzt die Stabilität, diesen Kräften standzuhalten, unterstützt aber dennoch das Heben des Arms über Schulterhöhe. Bewegungen im Schultereckgelenk werden allerdings immer synchron mit dem Sternoklavikulargelenk und dem Skapulothorakalgelenk (Articulatio scapulothoracalis) ausgeführt. Schlüsselbein und Schulterblatt sind aufgrund quer verspannter Bänder miteinander mechanisch gekoppelt. Horizontale Stabilität wird vor allem durch den akromioklavikulären Bandapparat (Ligamentum acromioclaviculare) erreicht. Vertikale Stabilität bieten korakoklavikuläre Bänder (Ligamentum coracoclaviculare). Hier wird zwischen einem vorderen (Ligamentum trapezoideum) und einem hinteren Anteil (Ligamentum conoideum) unterschieden. Hinsichtlich der Reißfestigkeit wird beschrieben, dass das Ligamentum coracoclaviculare etwas stabiler ist. Die Kraft, die notwendig ist, um einen kompletten Abriss zu provozieren, wird mit ca. 1000 N angegeben.
Die beiden artikulierenden Gelenkflächen sind mit hyalinem Knorpel überzogen, passen aber nicht exakt aufeinander. Diese Inkongruenz wird meist durch eine Gelenkzwischenscheibe (Discus acromioclavicularis oder Weitbrecht-Knorpel, benannt nach dem Anatom Josias Weitbrecht) zum Schutz vor Abrieb ausgeglichen. Bereits ab dem 20. Lebensjahr wird diese jedoch durch Alltagsbelastungen verschlissen, so dass bei einem Großteil der über 40-jährigen keine Zwischenscheibe mehr gefunden werden kann. Man kann bei fast allen über 50-jährigen eine Arthrose im Akromioklavikulargelenk nachweisen. Damit zählt das Schultereckgelenk zu den am häufigsten von Arthrose betroffenen Gelenken. Der Großteil der Patienten hat dadurch aber keinerlei Beschwerden.

## Erkrankungen des Schultereckgelenks
Die häufigste Verletzung des ACG ist die Schultereckgelenksverrenkung oder ACG-Sprengung. Nach Tossy (I-III) werden drei verschiedene Schweregrade unterschieden. Meist kommt es durch einen Sturz auf die Schulter zum Überdehnen bzw. Zerreißen einzelner oder mehrerer Bänder, was zur Instabilität des Gelenks führen kann. Als Therapie wird in der Mehrzahl der Fälle die kurzzeitige Ruhigstellung im Gilchrist-Verband empfohlen.
Eine schmerzhafte Bewegungseinschränkung kann aber auch Hinweis auf eine Arthrose, seltener aber auch auf eine Zyste in Gelenknähe sein. Die Therapie der ACG-Arthrose besteht meist in Krankengymnastik und physikalischen Anwendungen wie Kälte und Elektrotherapie. Wird dadurch kein Erfolg erzielt, kann auch eine Resektion des Schultereckgelenks erwogen werden, dazu werden auf beiden Seiten des Gelenks die Gelenkflächen abgefräst und dann aus körpereigenem Material eine Art Meniskus zwischen diese Gelenkflächen platziert, um den Spalt aufzufüllen. Bei optimalem Verlauf sind die Erfolge beeindruckend, nach ca. zwei Monaten ist die Schulter wieder voll belastungsfähig und weitgehend schmerzfrei. Diese Methode kann minimalinvasiv erfolgen, jedoch wird diese OP  häufig offen durchgeführt. Bei der offenen Methode ist die Erfolgsaussicht höher, nachteilig sind jedoch die höhere Infektionsgefahr und der Wundschmerz.